# Bernard Delcros
Pour les articles homonymes, voir Delcros.
Bernard Delcros, né le 12 février 1953 à Saint-Flour, est un homme politique français.

## Biographie
Il est élu sénateur du Cantal lors de l'élection sénatoriale partielle organisée le 6 septembre 2015, puis réélu lors des élections sénatoriales du 27 septembre 2020 (avec près de 80% des voix au premier tour).
Il soutient le candidat En marche ! Emmanuel Macron pour l'élection présidentielle 2017. Depuis 2024, il est président de la délégation sénatoriale des Collectivités territoriales et décentralisation.

## Mandats électifs
- Conseiller général, de 1998 à 2015, puis conseiller départemental, élu dans le canton de Murat, en binôme avec Ghislaine Pradel. Vice-président du conseil départemental du Cantal de 2001 à 2017.
- Président du syndicat mixte du Puy Mary[Quoi ?] de 2008 à 2015. Au cours de ce mandat, cette zone obtient le label national "Grand site de France" en 2012.
- Président de l'Office public de l'habitat du Cantal de 2008 à 2015, il impulse la refonte totale[C'est-à-dire ?] de cet organisme devenu en quelques années un véritable outil de développement[C'est-à-dire ?].
- Premier vice-président du Parc naturel régional des Volcans d'Auvergne de 2008 à 2016.
- Président de la communauté de communes du Pays de Murat, de 1999 à  2016 puis de Hautes Terres Communauté[3] jusqu'en septembre 2017 (démission pour cause de cumul des mandats). Bernard Delcros a fait de ce territoire de montagne une terre d'innovation dans le numérique avec l'ouverture du premier espace de cotravail et fab lab en milieu rural dans la région Auvergne-Rhône-Alpes (la Cocotte numérique), pionnier également dans le sport santé avec le premier dispositif "sport sur ordonnance" en milieu rural[réf. nécessaire].
- Maire de Chalinargues de 2001 à 2016, puis maire délégué de Chalinargues de décembre 2016 à décembre 2017.